# Orthiopteris campylura
Orthiopteris campylura là một loài dương xỉ trong họ Saccolomataceae. Loài này được Copel. mô tả khoa học đầu tiên năm 1958.